# 阿沃尔站
阿沃尔站是法国的一个铁路车站，位于法国中部谢尔省市镇阿沃尔。

## 位置
阿沃尔站位于阿沃尔的市镇中心，省道D36线铁路平交道口的西侧，维耶尔宗－桑凯兹铁路254.646公里处，距离布尔日大约22公里。车站大致呈东西走向，开口朝南。

## 站台设置
| 北↑ |             |             |
|     | 侧式        |             |
|     |             | 讷韦尔方向→ |
|     |             | ←布尔日方向 |
|     | 侧式 主站房 |             |
| 南↓ |             |             |

## 车站概况
阿沃尔站设有人工售票窗口，其开放时间为每周一至五的5:50至19:15。
此外，阿沃尔站还设有自动售票机，可当日有效的TER列车车票，但只能使用银行卡交付。
阿沃尔站没有地下通道或天桥，乘客需通过车站东侧的铁路平交道口横穿铁路正线前往下行（讷韦尔方向）站台，因此该站存在一定的安全隐患。

## 停靠线路
以下列车线路在阿沃尔站停靠：
| 阿沃尔站列车线路表     |                         |                     |             |              |
| 线路                   | 车种                    | 上一站              | 下一站      | 大致运行频率 |
| 奥尔良—讷韦尔          | TER Centre-Val-de-Loire | 圣日耳曼迪皮        | 本吉        | 每天2趟左右  |
| 图尔—讷韦尔            | TER Centre-Val-de-Loire | 布尔日/圣日耳曼迪皮 | 本吉/讷韦尔 | 每天1~2趟    |
| 维耶尔宗/布尔日—讷韦尔 | TER Centre-Val-de-Loire | 圣日耳曼迪皮        | 本吉        | 每天3趟左右  |
| 1.                     |                         |                     |             |              |

## 配套交通

### 大巴车
阿沃尔站对应的大巴车上下车地点位于车站前的空地上。当某条铁路线施工或罢工时，SNCF可能会提供途径该线路沿途站点的大巴车。

### 市区公交
阿沃尔站附近暂无配套的城市公共交通线路。

## 临近车站
| 阿沃尔站（Gare d'Avord） |                      |                |
| 上行车站                 | 线路                 | 下行车站       |
| 圣日耳曼迪皮站 14,9km ←  | 维耶尔宗－桑凯兹铁路 | 本吉站 → 8,4km |